# Koncerty Iron Maiden w Polsce
Koncerty Iron Maiden w Polsce odbywają regularnie od 1984 roku. Dłuższa absencja w wizytach koncertowych miała miejsce jedynie w latach 1987–1994. Koncerty każdorazowo gromadziły od kilku do kilkudziesięciu tysięcy widzów na biletowanych imprezach. Grupa odwiedziła takie miasta jak Warszawa, Łódź, Gdańsk, Poznań, Wrocław, Kraków, Chorzów, Katowice czy Zabrze. Koncerty odbywały zarówno w największych salach sportowych, jak i na stadionach oraz jako gwiazda wielkich festiwali. Do tej pory zespół zagrał w Polsce 30 koncertów, gromadząc łącznie ponad 700 tys. widzów na imprezach biletowanych.
Lista koncertów w Polsce
| World Slavery Tour 1984/85 - 1984-08-09 Warszawa, Torwar Arena - 1984-08-10 Łódź, Arena Sportowa - 1984-08-11 Poznań, Arena Poznań - 1984-08-12 Wrocław, Hala Ludowa - 1984-08-14 Zabrze, Arena Sportowa Somewhere on the Road 1986/87 - 1986-09-19 Zabrze, Hala Makoszowy - 1986-09-20 Wrocław, Hala Ludowa - 1986-09-21 Poznań, Arena - 1986-09-23 Gdańsk, Hala Oliwia - 1986-09-24 Łódź, Hala Sportowa - 1986-09-25 Warszawa, Torwar Arena The X-Factour 1995/96 - 1995-10-24 Warszawa, Torwar Arena | Virtual XI World Tour 1998 - 1998-09-12 Katowice, Spodek Arena Brave New World Tour 2000/01/02 - 2000-06-20 Katowice, Spodek Arena - 2000-06-21 Warszawa, Torwar Arena Give Me ED Till I’m Dead Tour 2003 - 2003-06-03 Katowice, Spodek Arena Dance Of Death World Tour 2003/04 - 2003-11-28 Wrocław, Hala Ludowa (pierwotnie: 7 listopada 2003 odwołany z powodu choroby Bruce’a) Eddie Rips Up the World 2005 - 2005-05-29 Chorzów, Stadion Śląski, Mystic Festival 2005 Somewhere Back in Time World Tour 2008/09 - 2008-08-07 Warszawa, Stadion Gwardii (koncert w dniu 50 urodzin Bruce’a) The Final Frontier World Tour 2010/11 - 2011-06-10 Warszawa, Lotnisko Bemowo, Sonisphere Festival | Maiden England Tour 2012/13/14 - 2013-07-03 Łódź, Atlas Arena - 2013-07-04 Gdańsk, Ergo Arena - 2014-06-24 Poznań, INEA Stadion The Book Of Souls World Tour 2016 - 2016-07-03 Wrocław, Stadion Wrocław Legacy Of The Beast World Tour 2018/19/22 - 2018-07-27 Kraków, Tauron Arena Kraków - 2018-07-28 Kraków, Tauron Arena Kraków - 2022-07-24 Warszawa, PGE Narodowy The Future Past Tour 2023 - 2023-06-13 Kraków, Tauron Arena Kraków - 2023-06-14 Kraków, Tauron Arena Kraków Run for Your Lives World Tour 2025 - 2025-08-02 Warszawa, PGE Narodowy |

UWAGI:
- Wśród polskich fanów Iron Maiden legendą obrósł dodatkowy „minikoncert”, który grupa zagrała w Poznaniu, po oficjalnym koncercie zagranym w tym mieście w dniu 11 sierpnia 1984 roku. Gdy muzycy postanowili wyjść wieczorem na miasto, pierwszym otwartym lokalem była nieistniejąca dziś „Adria”, gdzie akurat odbywało się wesele. Muzycy dostali się do środka i podczas zabawy zagrali spontanicznie 4 utwory – w tym covery „Smoke On The Water” Deep Purple i „Tush” ZZ Top[17]. Ujęcia z poznańskiego wesela znalazły się w filmie „Behind the Iron Curtain”[18].
- W związku z pandemią koronawirusa (COVID-19) wszystkie koncerty zaplanowane na rok 2020 zostały anulowane lub przełożone. Podobny los spotkał polski koncert na Stadionie Narodowym w Warszawie, pierwotnie zaplanowany na 5 lipca 2020 roku. Ze względu na przedłużające się restrykcje dotyczące organizacji imprez masowych, warszawski koncert uległ ponownemu przełożeniu na 24 lipca 2022 roku.